# 11042 Ernstweber
11042 Ernstweber eller 1989 VD1 är en asteroid i huvudbältet som upptäcktes den 3 november 1989 av den belgiske astronomen Eric W. Elst vid La Silla-observatoriet. Den är uppkallad efter tysken Ernst Heinrich Weber.
Asteroiden har en diameter på ungefär 3 kilometer och den tillhör asteroidgruppen Vesta.